# Vegard Ulvang
Vegard Ulvang (Kirkenes, Noruega, 10 d'octubre de 1963) és un esquiador de fons noruec que va destacar en els Jocs Olímpics d'Hivern de 1992. Es casà amb la biatleta olímpica Grete Ingeborg Nykkelmo.
Va participar en els Jocs Olímpics d'Hivern de 1988 realitzats a Calgary (Canadà), on aconseguí guanyar la medalla de bronze en la prova dels 30 km a més de finalitzar quart en els 50 km, sisè en els relleus 4x10 km i setè en els 15 quilòmetres. En els Jocs Olímpics d'Hivern de 1992 realitzats a Albertville (França) aconseguí guanyar quatre medalles olímpiques: tres medalles d'or en els 10 km, 30 km i els relleus 4x10 km i una medalla de plata en la persecució 10/15 km, a més de finalitzar novè en els 50 quilòmetres. En els Jocs Olímpics d'Hivern de 1994 realitzats a Lillehammer (Noruega) fou l'encarregat de realitzar el Jurament olímpic per part dels atletes en la cerimònia inaugural i aconseguí guanyar la medalla de plata en la prova de relleus 4x10 km, finalitzant setè en els 10 km i desè en els 50 quilòmetres.
Al llarg de la seva carrera guanyà nou proves de la Copa del Món d'esquí de fons, aconseguint la victòria general el 1990. En el Campionat del Món d'esquí nòrdic aconseguí guanyar vuit medalles, destacant els ors en la prova de relleus 4x10 km. els anys 1991 i 1993.
En finalitzar la seva carrera esportiva creà la seva pròpia marca esportiva. Des del maig del 2006 presideix la secció de fons de la Federació Internacional d'Esquí (FIS). És fundador d'una nova cursa d'esquí, el Tour de ski el 2007.